# Max Bastian
Max Bastian (28 de agosto de 1883 en Berlin-Spandau; 11 de marzo de 1958 en Wilhelmshaven) fue un oficial de marina alemán, almirante y desde septiembre de 1939 a octubre de 1944 presidente del  Tribunal de Guerra Imperial.

## Vida
Max era hijo del constructor y propietario de fábricas Franz Bastian. Tras estudiar en el Instituto Real de Spandau, ingresó el 1 de abril de 1902 como guardiamarina en la Marina Imperial alemana. Hizo su formación marinera a bordo del crucero-fragata SMS Moltke, pasando después a la Escuela Naval.
Al terminar su formación, el 1 de octubre de 1904 fue destinado al Escuadrón de Asia Oriental, dentro del cual sirvió a bordo del crucero protegido SMS Hansa. El 29 de septiembre de 1905 fue ascendido a Leutnant zur See (empleo entre los de alférez de fragata y alférez de navío) y desde octubre de 1905 destinado como oficial de guardia al cañonero SMS Luchs. A su regreso a Alemania, fue destinado el 21 de noviembre de 1906 al navío de línea SMS Schwaben y el 4 de abril de 1907 como oficial de guardia al SMS Kaiser Friedrich III. Con el mismo empleo fue trasladado Bastian el 1 de octubre al SMS Kaiser Barbarossa, donde le llegó el 15 de octubre de 1907 el ascenso a alférez de navío. Del 1 de octubre de 1908 al 14 de septiembre de 1910 fue oficial jefe de compañía en la 1.ª sección de la División Troncal del Buque, pasando luego como oficial de guardia al navío de línea SMS Preußen hasta el 30 de septiembre de 1912. Después fue enviado a la Academia Naval de Kiel hasta el 30 de junio de 1914 y entretanto ascendido el 22 de marzo de 1913 a teniente de navío.

### Primera Guerra Mundial
Durante un mes quedó disponible para la Inspección de Educación de la Armada, pasando al estallar la Primera Guerra Mundial como oficial de guardia al crucero ligero SMS Amazone. A partir del 23 de octubre de 1914 fue trasladado como ayudante y más tarde oficial a distintos estados mayores del Báltico. El 17 de noviembre de 1916 nació su hijo Helmut, que también siguió la carrera de marino.

### República de Weimar
Tras el fin de la guerra, fue en cortos períodos oficial de enlace naval en la Frontera Oriental y trabajó en el Archivo de la Armada, antes de ser admitido en la Reichsmarine. Apenas medio año fue Segundo Oficial en el estado mayor del Comandante de la Estación Naval del Báltico, pasando luego como jefe de departamento a la Dirección de la Armada en Berlín, donde el 29 de junio de 1920 le llegó el ascenso a capitán de corbeta. De nuevo volvió Bastian a trabajar en el Archivo de la Armada del 15 de junio de 1923 al 31 de marzo de 1924, con una interrupción de dos meses en que fue destinado al navío de línea Elsass. Después estuvo como piloto de altura hasta el 3 de enero de 1926 en el navío de línea Braunschweig. Al día siguiente, fue nombrado Primer Oficial en el estado mayor del Mando de la Flota, ascendiendo el 1 de abril de 1927 a capitán de fragata. Siguió un destino de un año como comandante del navío de línea Schlesien a partir del 1 de octubre de 1928, donde recibió el ascenso a capitán de navío el 1 de diciembre de 1928. Posteriormente y hasta fines de septiembre de 1932, fue director de la Oficina de Presupuestos del Grupo de la Armada (HAMar) en el Ministerio de Defensa Imperial en Berlín.

### Tercer Reich
El 1 de octubre de 1932 Bastian fue nombrado comandante de los navíos de línea y el 1 de septiembre de 1933 ascendió a contraalmirante. Fue relevado el 30 de septiembre de 1934, tras de lo cual se le destinó por un año como segundo almirante del Báltico (II A d O). Su último destino naval, desde el 1 de octubre de 1935 al 3 de abril de 1938, fue del de Jefe del Departamento General de la Armada (B) al servicio del Comandante Supremo de la Kriegsmarine. En ese destino recibió los ascensos a vicealmirante (1 de diciembre de 1935) y almirante (1 de abril de 1938). Hasta el 30 de septiembre de 1938 estuvo a disposición del Comando Supremo de la Wehrmacht, pasando después a presidir los Tribunales de Asistencia la Wehrmacht.

#### Presidente del Tribunal de Guerra
Bastian actuó desde el 12 de septiembre de 1939 como presidente del Tribunal de Guerra Imperial. Desde ese cargo, se hizo responsable de una serie de condenas de muerte. El 31 de 1944 quedó a disposición del comandante en jefe de la Kriegsmarine y el 30 de noviembre de 1944 fue jubilado con honores.

### Acusación de crímenes de guerra
El 27 de marzo de 1947, los británicos entregaron a Bastian a los franceses sin previo juicio, para responder a acusaciones de crímenes de guerra. A partir del 12 de mayo de 1947 estuvo en la prisión de Wittlich y hasta el 17 de abril de 1948 en el Bastion XII, sin que se le sometiera a juicio.

## Condecoraciones
- Cruz de Hierro (1914) de 2.ª y 1.ª Clase[2]
- Cruz de Caballero de la Real Orden de Hohenzollern con Espadas[2]
- Cruz de Servicios Distinguidos de Prusia[2]
- Cruz Hanseática de Hamburgo[2]
- Cruz de Mérito de Guerra de Mecklemburgo de 2.ª Clase[2]
- Cruz Hanseática de Bremen[2]
- Cruz Hanseática de Lübeck[2]
- Cruz del Mérito Militar de 2.ª y 1.ª Clase con Espadas
- Cruz de Caballero de la Cruz del Mérito Militar con Espadas, el 12 de octubre de 1944